# 無尽
無尽（むじん）とは、日本の金融の一形態である。複数の個人や法人等が講等の組織に加盟して、一定または変動した金品を定期または不定期に講等に対して払い込み、利息の額で競合う競りや抽選によって、金品・物品の給付を受けるものである。

## 概要
無尽は、金銭の融通そのものを目的にするものと、特殊な目的のために金銭または金銭以外の物品の融通をするものの2つがある。発起人や被救済者が確定している、あるいは共同設立・共同融通である場合は、親無尽と呼ばれる。一方、参加者の相互救済を目的とする親無し無尽もある。
無尽の仕組みは、一定の口数と金額を決めて定期的に掛金を払い、一口ごとに抽選・入札・談合などを通じ、掛金を払った者に対して物品を与える（物品無尽）、もしくは金銭を与えるというものである。金銭・物品の分配方法には、抽籤、入札、双方を用いるという3つの方法がある。抽籤では、集金額から経費を差し引いた金額を交付する。入札は「最低入札者を落札者とする」「講員の掛金および掛戻金の合計額と、落札者の取得金額との差額を入札する」「割増金、または利子に対して入札し、多額の割増金または高利の利子支払のできる者を落札者とする」という方法がある。

## 日本の無尽

### 呼称
地域により呼び名は異なり、関東地方では無尽（むじん）や無尽講（むじんこう）、関西地方では頼母子（たのもし）や頼母子講（たのもしこう）、沖縄県・奄美群島では模合（もあい、むえー）となどと呼ばれる。

### 歴史

#### 江戸時代まで
無尽の起源は、奈良時代にさかのぼれるという。鎌倉時代の『貞永式目』追加法にも記述がある。庶民の相互扶助として始まったものだと考えられる。江戸時代になると、身分や地域に問わず大衆的な金融手段として確立し、大規模化していく講も存在するようになった。無尽を変形させ賭博にしたものは「取退無尽（とりのきむじん）」と呼ばれ、陰富と並んで江戸時代にはしばしば禁令が出された。また、公認の無尽にも「花くじ」と呼ばれるちょっとした金額の賞金が付く籤が設けられた講が現れるようになった。
佐藤信景の内密救助講、三浦梅園の慈悲無尽講、佐藤信淵の積立講、二宮尊徳の五常講など、農村救済や藩財政の立て直しのために行われた講もあった。

#### 戦前
明治時代には、大規模で営業を目的とした無尽業者が発生していった。明治40年代までは、無尽の改良が殖産興業や社会政策への寄与になると考えられていた。中には会社組織として営業無尽をするものが多く現れるようになったが、これらの事業者には脆弱な経営、詐欺的経営や利用者に不利な契約をさせる者も多かった。しかし、当時はこれを規制する法令がなかったため、業界団体である無尽集会所などを中心に規制する法律の制定が求められるようになり、1915年に旧無尽業法が制定され、免許制となり、無尽会社として金融制度の中に組み込まれた。1931年には無尽業法が改めて制定された。
1934年11月、農林省は頼母子講調査結果を発表し、総数29万8696講、負債額4億7107万円などの無尽の実態が初めて明らかになった。ただ、業として無尽と、無尽管理業務についてのみの規制に留まり、住民や職場などで、業者を関与させずに無尽をする行為を禁止するものではなかったので、その後も無尽は続けられ、現在に至っている。
世界恐慌が起こると、無尽会社による無尽は更に発展し、銀行に相当するほどの規模を持つものまで存在するようになり、日本の経済を担う金融機関の一つとなっていった。
太平洋戦争勃発後、無尽会社は戦時統合の対象とされ、大部分の無尽会社が信用組合などより大規模で、銀行と変わりない程度の規模となるようになった。都道府県別に1社に「強制的に合併させられた」と第二地方銀行協会は記念誌で主張しているが、陸上交通事業調整法のような直接的法律に基づき行なわれた明確な処分ではないので、実態は未詳である。

#### 戦後
太平洋戦争終結後、戦災復興のために各方面より無尽会社でも当座預金の取扱を可能としようとする要請が為されるようになったものの、GHQは当時、無尽を賭博的でギャンブルの一つであると見ており、これに難色を示したため、政府は当時の銀行並の業務を可能としつつも、無尽の取扱が可能で制度・監督上は無尽会社程度で設立可能な金融機関制度を企画。1951年に相互銀行法が成立し、全国の無尽会社57社は相互銀行に転換した。相互銀行では、無尽に類似した制度である相互掛金という相互銀行専用商品が可能であったが、相互掛金制度自体が無尽とは大きく異なるものであったことや、取扱が面倒なことから早期に有名無実の制度となった。
1981年に銀行法が全部改正された際に、「定期積金等」という定義によって、相互掛金は普通銀行での取扱も可能にはなったものの、銀行法以外の法律に基づいて設立された長期信用銀行、信用金庫、信用組合、農協、漁協、労働金庫の各根拠法は改正されなかった。1989年以降、相互銀行は第二地方銀行として、順次、普通銀行へと転換する形で消滅した。1992年、相互銀行法が廃止されてからは、普通銀行のみが無尽を取り扱えるが、この定期積金等の金融商品を発売した銀行はない。
現在、営業無尽を行う企業は「日本住宅無尽株式会社」ただ1社のみである（「無尽会社」の項を参照）。
無尽から発展したものとしては、現在の第二地方銀行、消費者金融に多く見られる。

### 現状
21世紀となった現在でも、日本各地（主に農村・漁村地域）に、無尽や頼母子、模合と呼ばれる会・組織が存在している。メンバーが毎月金を出し合い、積み立てられた金で宴会や旅行を催す場合もあれば、くじに当たった者（くじと言いながら実際は順番であることが多い）が金額を総取りする形態のものもある。多くは実質的な目的よりも職場や友人、地縁的な付き合いの延長としての色彩が強く、中には一人で複数の無尽に入っている人もいる。沖縄県では県民の過半数が参加していると言われるほか、九州各地や山梨県、福島県会津地方、岐阜県飛騨地方、愛媛県今治市などでもよく行われている。
民間においては、現在でも親しい仲などが集まり小規模で行われている。近所付き合いや職場での無尽、同窓会内で行われる無尽などがある。毎月飲み会を主催する「飲み無尽」や定期的な親睦旅行を目的とした無尽など、本来の金融以外の目的で行われているものも多い。
例えば、甲府市の裏春日や、会津地方では、飲食店に「無尽（会）承ります」などの看板が掲げられ、無尽向けのサービスを行っているところもある。具体的には、宴席の準備だけではなく、参加者の出欠の取りまとめなども行なう代わりに、固定の開催場所として利用してもらうというものである。また、石川県加賀市、特に山中温泉地区、山代温泉地区では預金講（「よきんこ」と呼ばれる）という無尽が盛んである。これは蓮如が信者に講を勧めたことの名残りとされるが、現在では浄土真宗の信仰とは無関係である。特にこの地域で無尽が発達した理由には零細な旅館業者や山中塗の問屋や個人事業主である職人が多かったことから、金融機関に頼らずに相互に金を融通しあう組織が必要とされたことが大きいとされる。1990年代までは平時には宴会や旅行目的の会であるが、メンバー本人あるいはその身内に不幸があった場合は葬儀を業者に頼らず、預金講仲間が取り仕切るのが地域の常識であった。しかし2000年代に入ってからは地区の高齢化率の高さと地区住民の多くが従事する地場産業の疲弊ゆえにこの葬儀の際の互助組織という役割は廃れている。
無尽に対する評価は割れており、相互扶助を具現化したものとして無尽を積極的に評価する立場もあれば、金融制度の整備に伴い、無尽は高利貸資本的な機能を発揮する存在であり規制すべきとする立場もある。無尽の存在が金融リテラシーの低下につながっているという指摘もあり、2016年6月に日本銀行が発表した金融リテラシーのランキングにおいて無尽が活発な山梨県が最下位であり、その原因として「金融知識がなくても仲間との互助でやっていけている」とする一方で「無尽頼みで金融知識が低いだけに、たまに金融機関などと接点を持つとトラブルになりやすい」と分析されている。

## 日本以外の無尽
無尽同様のものは古くから世界中で運営されており、en:ROSCA（Rotating Savings and Credit Association 回転型貯蓄信用講）と総称される。例えば、中国・唐代三階教の無尽蔵、中華民国（台湾）の互助会（民法第2編第2章第19節の一の「合會」に定められている）などがある。現代ではFintechを利用したROSCA専用のスマートフォンアプリなども存在している。
朝鮮半島では、契と呼ばれる統的な相互扶助組織があり、韓国では、旧商法において基本的商行為の一つとして「無盡」として規定されており（第46条第16号）、無尽会社が銀行にアクセスできない庶民層への非制度金融として機能していたが、朴正煕政権による金融制度改革により、日本と同様無尽会社はすべて相互信用金庫に再編された（現在の貯蓄銀行）。また、一部は政府系金融機関に改組され、庶民金融専業銀行として国民銀行が誕生した（現在のKB国民銀行）。
カメルーンでも、「トンチン」と呼ばれる、沖縄の模合と似たシステムがある。
イスラーム圏では通常の保険は「賭博」とみなされ販売できないことから、タカフルと呼ばれる無尽に類似した手法で資金を調達している。
発祥は異なるが、「マイクロクレジット」と呼ばれる発展途上国の個人に対する融資も、同様に共同体を基盤にしている点を指摘する論者もいる。